# Rally Cross 2
Rally Cross 2 est un jeu vidéo de course de rallye, développé par Idol Minds et édité par Sony Computer Entertainment, sorti en 1998 sur PlayStation. C'est la suite de Rally Cross.

## Système de jeu
Le jeu propose le choix parmi dix voitures différentes réparties en deux catégories, course et 4x4,,, et permet de parcourir un total de dix circuits (dont deux circuits « secrets » tirés du jeu précédent). Le joueur déverrouille les circuits et les voitures au fil de ses victoires en championnat,. Un éditeur de circuits est également disponible,,. 